# 46-та ракетна дивізія (СРСР)
46-та ракетна Нижньодніпровська ордена Жовтневої Революції Червонопрапорна дивізія (46 РД, в/ч 33883) — військове з'єднання в складі 43-ї ракетної армії РВСП Збройних сил СРСР.

## Історія
У грудні 1959 року Ракетні війська стратегічного призначення СРСР виділені у самостійний вид військ Збройних сил СРСР. У червні 1960 року на базі розформованої 93-ї мотострілецької дивізії почалось формування 29-ї ракетної бригади, яка підпорядковувалась Головному штабу Ракетних військ. До 1 грудня 1960 року формування бригади було повністю завершене. Командиром бригади призначений полковник І. А. Хоменко.
30 травня 1961 року управління 29-ї ракетної бригади переформовано в управління 46-ї ракетної дивізії. З 16 липня 1961 року 46-та ракетна дивізія увійшла до складу 43-ї ракетної армії (м. Вінниця). Командиром дивізії став генерал-майор О. І. Колотій, а полковник І. А. Хоменко обійняв посаду заступника командира дивізії.
На момент створення 46-ї ракетної дивізії до її складу увійшли:
- 62-й ракетний полк з 1805-ю ремонтною технічною базою (м. Балта, Одеська область);
- 84-й ракетний полк з 117-ю ремонтною технічною базою (м Сімферополь, АР Крим);
- 309-й ракетний полк з 1058-ю ремонтною технічною базою (м. Умань Черкаська область);
- 434-й ракетний полк з 1510-ю ремонтною технічною базою (м. Первомайськ, Миколаївська область);
- 542-й окремий батальйон зв'язку (м. Первомайськ).

У 1961 році комісією головнокомандувача РВСП були допущені до несення бойового чергування 8 бойових розрахунків 84-го ракетного полку, який до цього ніс лише дослідно-бойове чергування. На кінець 1962 року в дивізії бойове чергування вже несли 24 бойових розрахунки 62-го, 84-го і 309-го ракетних полків (по 8 у кожному), завершено будівництво шахтних ракетних комплексів для 1-го і 3-го дивізіонів 434-го ракетного полку.
У 1962 році 46-й ракетній дивізії були передані нагороди і почесне найменування 93-ї мотострілецької дивізії і вона стала іменуватися 46-ю ракетною Нижньодніпровською Червонопрапорною дивізією.
У грудні 1962 року в м. Умань була сформована школа підготовки сержантів (у березні 1968 року реорганізована у 301-шу військову школу молодших спеціалістів).
У грудні 1964 року для забезпечення 46-ї ракетної дивізії була сформована 107-ма окрема вертолітна ескадрилья (ОВЕ), на озброєнні якої знаходились 9 вертольотів Мі-4 (згодом замінені на Мі-8) і 99-та окрема рота аеродромно-технічного забезпечення (ОРАТЗ) в місті Первомайськ.
Протягом 1968 року йшла інтенсивна робота з вибору позиційних районів для полків. Того ж року до складу дивізії увійшов 115-й ракетний полк, управління дивізії і 309-й ракетний полк переведено на новий штат.
1969 став роком будівництва і введення в експлуатацію нових ракетних комплексів 15ПО84 «ОС» з ракетами 8К84. З'явилось багато проблем, пов'язаних з формуванням і переформуванням частин, їх передислокацією на нові місця, вибором і будівництвом бойових ракетних комплексів. У жовтні 1968 року знятий з бойового чергування і переформований 309-й ракетний полк, а влітку 1969 року знятий з бойового чергування і переформований 69-й ракетний полк. Одночасно розформована 1805-та ртб і переведена до Первомайська 1058-ма ртб. За новими штатами зформовані 546-й і 552-й ракетні полки. Зі складу 9-го окремого ракетного корпусу передислокований і включений до складу дивізії 83-й ракетний полк.
У 1971 році до складу дивізії включено ще три нових рекетних полки, особовий склад яких розпочав вивчення нового комплексу 15ПО20У (УР-100К). Офіцери пройшли перепідготовку у 100-му навчальному центрі.
Починаючи з 1974 року в дивізії на бойовому чергуванні знаходились три різнотипні бойових ракетних комплекси (БРК), що значно ускладнювало роботу технічної ракетної бази з підтримки їх у постійній бойовій готовності з одночасним освоєнням і введенням у стрій нових БРК.
З 16 травня 1978 року 46-та ракетна дивізія перейшла на нову систему бойового чергування в полках «ОС»: на бойове чергування заступала зміна у складі 3-х розрахунків по 2 офіцери (у вищих ступенях бойової готовності — по 3 офіцери).
З 1 вересня 1979 року 434-й ракетний ордена Олександра Невського полк (в/ч 34189, позивний «Наклад») переформований з передислокацією на ст. Ясна Читинської області, де увійшов до складу 47-ї ракетної дивізії.
У 1982 році розпочалось переозброєння 116-го і 355-го ракетних полків на нові БРК 15ПО35 і 15ПО30 відповідно.
1994 року в дев'яти полках дивізії налічувалося 86 міжконтинентальних балістичних ракет. У складі 4 ракетних полків (по 10 ШПУ в кожному) з рідкопаливними ракетами РС-18 (SS-19) і 5 ракетних полків — 46 твердопаливних РС-22 (SS-24).
30 жовтня 2001 року на місці бойовоï позиціï і командного пункту ракетного полку 46-ï ракетної дивізії (Побузьке) засновано Музей ракетних військ стратегічного призначення як філія Центрального музею Збройних сил України (нині Національного військово-історичного музею України).

## Склад
1972 рік
- 62-й ракетний полк;
- 83-й ракетний полк;
- 115-й ракетний полк;
- 116-й ракетний полк;
- 309-й ракетний полк;
- 355-й ракетний полк.

1991 рік
- 62-й ракетний Гатчинський Червонопрапорний ордена Червоної Зірки полк (в/ч 89551, позивний «Хребет») — розформований 30.11.1999;
- 83-й ракетний полк (в/ч 01041, позивний «Копілка») — розформований 01.12.1997;
- 115-й гвардійський ракетний Ризький полк (в/ч 18282, позивний «Суховій») — розформований 30.06.2001;
- 116-й ракетний полк (в/ч 49476, позивний «Волинка») — розформований 01.07.2000;
- 309-й ракетний полк (в/ч 23466, позивний «Таймень») — розформований 30.11.2001;
- 355-й ракетний полк (в/ч 29502, позивний «Дарбор») — розформований 31.05.2002;
- 546-й ракетний полк (в/ч 30013, позивний «Наклонний») — розформований 01.07.1997;
- 552-й ракетний полк (в/ч 29500, позивний «Єловий») — розформований 01.12.1997;
- 593-й гвардійський ракетний полк (в/ч 29474, позивний «Жайворонок») — розформований 01.07.1998;
- 743-тя технічна ракетна база (в/ч 16613, позивний «Лемех») — розформована 20.07.2002;
- 1058-ма ремонтно-технічна база (в/ч 23513) — розформована 10.02.1997;
- 743-й окремий вузол зв'язку (в/ч 03961, позивний — «Якобинець») — переданий 01.10.1999 до ОК «Південь» ЗСУ;
- 2801-ша база регламенту засобів зв'язку і бойового управління (в/ч 26017) — розформована 30.11.2000;
- 301-ша військова школа молодших спеціалістів (в/ч 33883-Ш) — розформована 30.11.2001;
- 629-й окремий експлуатаційно-ремонтний батальйон (в/ч 21412) — розформований 31.05.2002;
- 631-й окремий батальйон бойового забезпечення (в/ч 21417) — розформований 30.01.2001;
- 89-й окремий автомобільний батальйон (в/ч 45847) — розформований 30.01.2001;
- 107-ма окрема авіаційна ескадрилья (в/ч 01095) — розформована 01.03.1998;
- 1464-й військовий шпиталь (в/ч 21413) — переформований 01.12.1997 і підпорядкований 740-му санітарно-епідеміологічному центру;
- 1162-й окремий зенітно-ракетний дивізіон (в/ч 51969) — розформований 02.03.1994;
- 1194-й окремий батальйон радіо-електронної боротьби (в/ч 08356) — переданий 01.07.1994 5-й повітряній армії;
- 1422-га база матеріально-побутового забезпечення (в/ч 33883-Б) — розформована 31.07.2002;
- Щерська польова установа Державного банку (в/ч 41106) — розформована 01.09.1993;
- 603-й військторг — перепідпорядкований у 2002 ОК «Південь»;
- 833-тя військово-поштова станція (в/ч 25931) — перепідпорядкована 31.07.2002 командуванню СВ ЗСУ.

## Озброєння
- Р-5М (8К51) (SS-3 «Shyster») (1956—1961 рр.)
- Р-12У «Двина» (8К63) (SS-4 «Sandal») (1959/64 — 1973 рр.)
- Р-14У (8К65) (SS-5 «Skean») (1964—1971 рр.)
- УР-100 (8К84) (SS-11 mod.1"Sego") (1967—1973/74 рр.)
- РС-18А (УР-100Н) (15А30) (SS-19 «Stiletto») (1975—1996 рр.)
- РС-22 (15Ж60) РТ-23УТТХ «Молодець» (SS-24 «Scalpel») (1988—1998 рр.)

## Командування

### Командири
- генерал-майор Колотій Олександр Ілліч (22.07.1961—23.11.1962);
- генерал-майор Гаврилов Герман Дмитрович (23.11.1962—05.09.1966);
- генерал-майор Лапшин Микола Васильович (05.09.1966—25.12.1970);
- генерал-майор Шабельник Іван Михайлович (25.12.1970—08.09.1975);
- генерал-майор Сергєєв Ігор Дмитрович (08.09.1975—10.08.1978);
- генерал-майор Регентов Юрій Павлович (10.08.1978—15.08.1982);
- генерал-майор Горинцев Василь Васильович (15.08.1982—31.07.1986);
- генерал-майор Толубко Володимир Борисович (31.07.1986—27.11.1990);
- генерал-майор Філатов Микола Михайлович (27.11.1990—09.08.1994);
- генерал-майор Ільяшов Олександр Авксентійович (09.08.1994—22.03.2000);
- полковник Вайлупов Олександр Михайлович (22.03.2000—27.09.2002).

### Заступники командира
- підполковник Арсентьєв Михайло Терентійович (10.08.1960 — 07.07.1961);
- полковник Хоменко Іван Антонович (07.07.1961 — 20.12.1966);
- полковник Єгоров Віктор Михайлович (27.04.1967 — 16.07.1969);
- полковник Єгоров В'ячеслав Федорович (08.08.1969 — 05.08.1970);
- полковник Шабельник Іван Михайлович (21.08.1970 — 25.12.1970);
- полковник Іванов Борис Іванович (25.12.1970 — 02.11.1973);
- полковник Бородунов Євгеній Семенович (02.11.1973 — 17.12.1974);
- полковник Козлов Валерій Андрійович (17.12.1974 — 21.09.1976);
- полковник Алташин Іван Іванович (20.09.1976 — 21.05.1978);
- полковник Мартиненко Анатолій Федорович (21.09.1978 — 05.07.1983);
- полковник Михайлов Ігор Валентинович (19.07.1983 — 21.01.1989);
- полковник Яковлєв Володимир Миколайович (26.01.1989 — 15.06.1991);
- полковник Швець Віктор Володимирович (15.06.1991 — 28.01.1994);
- полковник Вайлупов Олександр Михайлович (10.03.1994 — 20.03.2000);
- полковник Бичков Анатолій Степанович (14.04.2000 — 10.01.2002).

### Начальники штабу
- полковник Онишко Іван Антонович (20.06.1960 — 21.08.1967);
- полковник Алешко Анатолій Іванович (21.08.1967 — 11.06.1970);
- полковник Паклін Капітон Іванович (11.06.1970 — 02.11.1972);
- підполковник Генералов Володимир Андрійович (02.11.1972 — 13.02.1975);
- підполковник Сергєєв Ігор Дмитрович (20.02.1975 — 10.08.1975);
- полковник Регентов Юрій Павлович (10.08.1975 — 10.08.1978);
- полковник Єфіменко Олександр Іванович (10.08.1978 — 07.09.1985);
- підполковник Бородін Анатолій Васильович (13.09.1985 — 20.05.1994);
- полковник Шевський Олександр Іванович (28.01.1994 — 31.08.1994);
- полковник Шуляковський Ігор Володимирович (04.10.1994 — 04.10.1997);
- полковник Черба Олександр Михайлович (27.10.1997 — 21.12.2001);
- полковник Бичков Анатолій Степанович (10.01.2002 — 10.08.2002).